# Melanolophia eucheria
Melanolophia eucheria är en fjärilsart som beskrevs av William Schaus 1927. Melanolophia eucheria ingår i släktet Melanolophia och familjen mätare. Inga underarter finns listade i Catalogue of Life.